# Hoa Mộc Lan (phim 1998)
Hoa Mộc Lan (tựa tiếng Anh: Mulan) là bộ phim hoạt hình thứ 36 của hãng hoạt hình Walt Disney, công chiếu vào ngày 19 tháng 6 năm 1998. Bộ phim nằm trong thời "Phục hưng" của hãng, được dựng theo truyền thuyết dân gian Trung Quốc về nhân vật nữ tướng Hoa Mộc Lan. Phần 2 được phát hành ngày 3 tháng 11 năm 2004.

## Nội dung

### Phần 1
Bộ phim mở đầu với cảnh thủ lĩnh Hung Nô, Thiền Vu đen tối sang xâm lược Trung Quốc. Hoàng đế Trung Hoa ra lệnh cho Nguyên soái truyền xuống mỗi gia đình phải có một người đàn ông đi lính. Cảnh sau đó chuyển sang nhà họ Hoa, khi cô con gái duy nhất của họ, Mộc Lan đang chuẩn bị để đi gặp bà mối. Cô đã chuẩn bị sẵn sàng nhưng thật không may cô lại thất bại trong cuộc khảo sát của bà mối. Cha cô, ông Hoa Hồ an ủi cô đúng khi quân đội đưa lệnh đi lính đến. Do không có con trai, Hoa Hồ đã ghi tên vào danh sách bất chấp tuổi tác và bệnh tật của mình. Mộc Lan đã cải trang thành con trai và đi thế chỗ cha mình. Mộc Tu, một con rồng nhỏ đã đi cùng cô để lấy lại chức tước ban đầu của mình trong tổ tiên nhà họ Hoa bằng cách biến Mộc Lan thành anh hùng. Rồng ta thêm một người bạn đồng hành là nhóc dế Cricket "may mắn". Mộc Lan đến trại lính, theo sự hướng dẫn để trở thành đàn ông của Mộc Tu nhưng đã vô ý gây ra cuộc ẩu đả trong trại. Trong một lều gần đó, Lý nguyên soái đã thăng cấp cho con trai mình - Lý Tường - lên làm tướng quân và cho anh huấn luyện toán quân mới trong khi ông chặn quân của Thiền Vu ở cửa ải gần đó. Lý Tường ngăn cuộc ẩu đả và hỏi tên Mộc Lan, cô nói mình tên Bình. Lý Tường bắt đầu một khóa huấn luyện kiệt sức và thực sự thất vọng vì khả năng của các tân binh. Anh ra lệnh cho Mộc Lan trở về nhà, nhưng cô đã khiến anh ấn tượng khi trèo lên cây cột cao với hai dây buộc đồng thau ở hai bên tay để lấy xuống mũi tên mà anh đã bắn lên đó. Đội lính mới được việc đó thôi thúc, đã trở thành nhóm lính giỏi. A Nghiêu, A Ninh và Kim Bảo (A Nghiêu và A Ninh từng ẩu đả với Mộc Lan) trở thành bạn của cô.
Mộc Tu làm giả một bức thư, ra lệnh cho Lý Tường đưa quân tới cửa ải. Đội quân nhổ trại đi gặp Nguyên soái Lý, nhưng khi đến nơi thì ngôi làng ở cửa ải đã bị thiêu rụi và đội quân của Nguyên soái đã bị giết sạch, chính Nguyên soái cũng tử trận. Sau khi bớt bàng hoàng, đội quân của Lý Tường quay về gặp Hoàng đế. Trên đường đi, Mộc Tu vô tình làm nổ một quả pháo khiến vị trí của cả đoàn quân bị quân Hung Nô phát hiện. Thiền Vu dẫn quân của mình ồ ạt tấn công toán quân của Lý Tường và chém được một nhát vào người Mộc Lan. Mộc Lan liền dùng quả pháo cuối cùng gây ra trận lở tuyết và chôn vùi toàn bộ quân Hung Nô dưới tuyết. Mộc Lan cứu Lý Tường và toán quân được an toàn. Cô ngất đi sau đó do vết thương của mình và trong khi chữa trị, cô bị lộ ra là phụ nữ. Tứ Phúc, cố vấn của Hoàng đế, yêu cầu Lý Tường xử tử Mộc Lan, nhưng anh tha cho cô vì ơn cứu mạng, cô bị đuổi khỏi nhóm lính. Đoàn quân quay lại kinh thành. Mộc Lan và Mộc Tu nói chuyện về lý do họ ở đây: chú rồng muốn được trở lại vị trí của mình trong hàng ngũ tổ tiên, cô thì muốn chứng minh mình có thể làm điều gì đó "cho ra hồn". Khi họ chuẩn bị đi, Thiền Vu cùng 5 tên lính còn lại ngoi lên từ đám tuyết và tiến về kinh thành. Mộc Lan đi theo về để cảnh báo Lý Tường.
Tại kinh thành, đội lính của Lý Tường được chào đón bằng màn diễu hành và được tung hô là "Người hùng của Trung Hoa", nhưng chẳng ai thấy vui trừ Tứ Phúc, họ vẫn còn kinh ngạc về Mộc Lan. Lý Tường rất ngạc nhiên khi thấy Mộc Lan nhưng không nghe lời cảnh báo của cô. Mộc Lan thuyết phục người dân nhưng họ cũng không nghe. Mộc Tu nhắc cho cô nhớ rằng giờ cô là phụ nữ nên chẳng ai chịu nghe cô cả. Lý Tường dâng thanh gươm của Thiền Vu cho Hoàng đế, nhưng con chim ưng của Thiền Vu quắp lấy nó từ tay Lý Tường và mang tới cho chủ nhân đang ở trên nóc cung điện. Thiền Vu cùng toán quân của hắn bắt Hoàng đế và rút vào cung điện. Mộc Lan dẫn Lý Tường và A Nghiêu, A Ninh, Kim Bảo (3 người cải trang thành cung nữ) vào cung bằng đường khác. Sau trận đánh nhau trong cung điện, Mộc Lan dụ được Thiền Vu lên nóc cung điện và khiến hắn mất mạng khi bị quả pháo của Mộc Tu bắn trúng. Hoàng đế và toàn thể mọi người đều kính trọng Mộc Lan. Hoàng đế đưa cô con dấu của mình, ý muốn cô trở thành người nối nghiệp, nói cách khác, trở thành "Công chúa của Trung Hoa". Cô cũng được trao thanh gươm của Thiền Vu để chứng minh công lao của mình.
Mộc Lan trở về nhà, trao cho cha những thứ đó, nhưng ông Hoa Hồ đã vứt chúng sang một bên, ôm lấy cô và nói rằng: "Có được người con gái như con chính là món quà tuyệt vời nhất". Lý Tường, được Hoàng đế khuyên rằng: "Khanh sẽ không gặp được người phụ nữ nào như thế mỗi triều đại đâu", đã đi tìm cô dưới cái cớ trả lại mũ trụ. Anh đồng ý lời mời ăn tối của cô. Để trả công cho việc đã giúp Mộc Lan, tổ tiên đời thứ nhất của nhà họ Hoa đã trao lại chức vụ cho Mộc Tu. Sau đó, Mộc Tu, Cricket cùng những tổ tiên khác ăn mừng theo một bữa tiệc mang phong cách hiện đại.

### Phần 2
Một tháng sau khi bình định quân xâm lược Hung Nô và trở về, tướng quân Lý Tường đã cầu hôn Hoa Mộc Lan. Khi hai người chuẩn bị đính hôn, Hoàng đế triệu vào cung. Trong tâm trạng lo lắng, nhà vua cho biết quân đội Mông Cổ đã đến biên giới đất nước. Không muốn rời khỏi quân đội vì chiến tranh sẽ gây ra chết chóc và đói khổ cho người dân, anh quyết định gả ba công chúa yêu quý của mình là Công chúa Đình Đình, Tố Tố và Tiểu Mai cho Mông Cổ. Mộc Lan và Lý Tường được giao nhiệm vụ hộ tống ba công chúa đến vương quốc mới an toàn để thiết lập liên minh. Liệu họ có thể hoàn thành nhiệm vụ này chỉ trong ba ngày ngắn ngủi không?

## Diễn viên lồng tiếng
- Ôn Minh Na vai Hoa Mộc Lan (Fa Mulan)
- Eddie Murphy vai Mộc Tu (Mushu)
- Huỳnh Vinh Lượng vai Lý Tường (Li Shang)
- Miguel Ferrer vai Thiền vu (Shan Yu)
- Harvey Fierstein vai A Nghiêu (Yao)
- Gedde Watanabe vai A Ninh (Ling)
- Jerry Tondo vai Kim Bảo (Chien-Po)
- James Hong vai Tứ Phúc (Chi Fu)
- Soon-Tek Oh vai Hoa Hồ (Fa Zhou)
- Freda Foh Shen vai Hoa Lý (Fa Li)
- Pat Morita vai Hoàng đế Trung Hoa
- James Shigeta vai Nguyên soái Lý
- Frank Welker vai Cri-kee và Khan (con ngựa của Mộc Lan)

## Chuyện hậu trường
Cảnh đầu của bộ phim lấy bối cảnh ở Vạn Lý Trường Thành, còn cảnh gần cuối phim thì lấy bối cảnh ở Tử Cấm Thành.
Theo Robert D. San Souci, người nghiên cứu câu chuyện gốc, hãng Disney không mấy thích ý tưởng để một con rồng làm bạn với Mộc Lan, họ sợ trông nó sẽ quá thô và có vẻ ghê gớm. San Souci đã phải giải thích cặn kẽ với mọi người rằng rồng trong truyền thuyết của Trung Hoa không cụ thể kích thước, có thể to nhỏ tùy thích, vì thế rồng nhỏ Mushu ra đời. Lúc Mộc Lan bảo nó là "nhỏ tí xíu", nó đáp: "Tất nhiên rồi! Tôi phải co lại cho vừa với cô chứ! Nếu tôi mà phình đúng cỡ thì con bò này sẽ chết vì sợ mất!".
Hoa Mộc Lan là một nhân vật rất nổi tiếng trong dân gian Trung Quốc, cô là hiện thân cho lòng dũng cảm của người phụ nữ. Là một cô gái mạnh mẽ dám nghĩ dám làm, Mộc Lan thuộc típ nhân vật có trí tuệ chứ không phải một cô công chúa xinh đẹp ngồi chờ hoàng tử của mình cưỡi bạch mã đến rước. Mộc Lan dám bộc bạch suy nghĩ của mình trái với những quy định của nền văn hóa Trung Hoa thời đó. Giờ đây, cô đã trở thành một trong những nữ nhân vật hoạt hình của Walt Disney được yêu thích nhất. Theo phiên âm chuẩn tiếng Quan Thoại phổ thông của Trung Quốc, họ của Mộc Lan là Hua, có nghĩa là "Hoa", chứ không phải Fa. Fa là phát âm theo tiếng Quảng Đông.